# سيدهارث مينون
سيدهارث مينون (بالإنجليزية: Siddharth Menon)‏ هو مغني هندي، ولد في 1 يوليو 1989 في مومباي في الهند.